# Андервуд (Северна Дакота)
Андервуд (енгл. Underwood) град је у америчкој савезној држави Северна Дакота.

## Демографија
По попису из 2010. године број становника је 778, што је 34 (-4,2%) становника мање него 2000. године.
| Група             | 2000.       | 2010.       |
| Белци             | 786 (96,8%) | 742 (95,4%) |
| Афроамериканци    | 0 (0,0%)    | 2 (0,3%)    |
| Азијати           | 0 (0,0%)    | 0 (0,0%)    |
| Хиспаноамериканци | 2 (0,2%)    | 5 (0,6%)    |
| Укупно            | 812         | 778         |